# 薩法和瑪爾瓦
薩法和瑪爾瓦（阿拉伯语：‎）是位于沙特阿拉伯禁寺的两座小山。在朝拜仪式的朝觐与副朝之间，穆斯林要七次往返其间，以纪念为易卜拉欣的妻子哈哲爾，她为了给儿子以实玛利寻找水源和食物而在沙漠中奔走，七次往返于两山之间，最終得到真主指引，找到滲滲泉。
萨法和马尔瓦之间的距离有394.5米、405米、375米等多种说法，如若按照394.5米计则七次行程约为2761.5米。两山之间的通道约40米宽，故总面积超过8.7万平方米。